# Verbove
Verbove (ukrainska: Вербо́ве) är en by i Zaporizjzja oblast i sydöstra Ukraina med omkring 1 200 invånare.
Under Rysslands invasion av Ukraina i början av 2022 ockuperades Verbove av ryska trupper. I augusti 2023 bröt ukrainska trupper sig genom en av ryssarnas försvarslinjer och nådde fram till utkanten av Verbove. I början av september tog sig även ukrainska  pansarfordon fram till byn.